# En Richard diu adeu
En Richard diu adeu (originalment en anglès, The Professor o Richard Says Goodbye) és una pel·lícula de comèdia dramàtica estatunidenca del 2018 escrita i dirigida per Wayne Roberts. La pel·lícula és protagonitzada per Johnny Depp, Rosemarie DeWitt, Danny Huston, Zoey Deutch, Ron Livingston i Odessa Young.
Es va estrenar al Festival de Cinema de Zuric el 5 d'octubre de 2018. Es va estrenar el 17 de maig de 2019 de la mà de la distribuïdora Saban Films. El 14 d'abril de 2022 es va emetre el doblatge en català a TV3.

## Sinopsi
Al Richard, professor de llengua d'una universitat, li diagnostiquen un càncer de pulmó en fase terminal. Abans de comunicar-ho a la seva dona i la seva filla, renuncia a un tractament que només li allargaria la vida uns quants mesos i pren la decisió de viure els seus últims dies amb la màxima llibertat, sense compromisos absurds ni comportaments hipòcrites. S'ha adonat que no ha viscut prou la vida, i ara està disposat a aprofitar tant com pugui els últims mesos que li queden, amb l'ajuda i complicitat del seu millor amic i company de feina. Aquest canvi d'actitud transformarà també les seves classes, i els alumnes aviat el consideraran un referent de llibertat i saviesa.

## Repartiment
- Johnny Depp com a Richard Brown
- Rosemarie DeWitt com a Veronica Sinclair-Brown
- Odessa Young com a Olivia Brown
- Danny Huston com a Peter Matthew
- Zoey Deutch com a Claire
- Devon Terrell com a Danny Albright
- Ron Livingston com a Henry Wright
- Siobhan Fallon Hogan com a Donna
- Linda Emond com a Barbara Matthew
- Matreya Scarrwener com a Rose
- Paloma Kwiatkowski com a estudiant
- Kaitlyn Bernard com a Taylor
- Michael Kopsa com a doctor d'en Richard

## Producció
El 8 de maig de 2017 es va anunciar que Johnny Depp protagonitzaria una pel·lícula de comèdia dramàtica com a professor universitari en el paper titular, que seria escrita i dirigida per Wayne Roberts després de la seva pel·lícula debut Katie Says Goodbye, i que IM Global la finançaria totalment. Brian Kavanaugh Jones produiria la pel·lícula a través de la seva marca Automatik Entertainment juntament amb Greg Shapiro d'IM Global. El 20 de juliol de 2017, Zoey Deutch va ser seleccionada a la pel·lícula per interpretar una dels estudiants del professor. La resta del repartiment principal es va anunciar el 25 de juliol de 2017, i incloïa Danny Huston, Rosemarie DeWitt, Devon Terrell i Odessa Young. Es va informar que la pel·lícula seria cofinançada per IM Global i Cirrina Studios, amb un finançament addicional per part de Leeding Media.
El rodatge principal de la pel·lícula va començar el 25 de juliol de 2017 a Vancouver.

## Publicació
Es va estrenar mundialment al Festival de Cinema de Zuric el 5 d'octubre de 2018. Abans d'això, Saban Films i DirecTV Cinema havien adquirit els drets de distribució de la cinta. Es va estrenar a les sales de cinema el 17 de maig de 2019.

## Rebuda
A Rotten Tomatoes, la pel·lícula té una nota d'aprovació del 10% basada en 20 crítiques, amb una nota mitjana de 4,8 sobre 10. El consens dels crítics del lloc web diu: "Una història confusa poblada de personatges poc descrits i organitzada al voltant d'una actuació equivocada de Johnny Depp, En Richard diu adeu falla aviat i sovint". A Metacritic, la pel·lícula té una puntuació mitjana ponderada de 37 sobre 100 basada en 12 ressenyes, la qual cosa indica "crítiques generalment desfavorables".
Nick Allen de RogerEbert.com va donar a la pel·lícula un 2 sobre 5, mentre que John DeFore de The Hollywood Reporter va dir que la pel·lícula era "més una presumpció literària intrigant que un drama creïble".